# Pier Francesco Tosi
Pier Francesco Tosi (* 13. August 1654 in Cesena; † nach dem 16. Juli 1732 in Faenza) war ein italienischer Kastrat, Komponist, Gesangslehrer und Autor einer bedeutenden Gesangsschule.

## Leben
Tosi war nicht wie in einigen Quellen erwähnt der Sohn des Bologneser Komponisten Giuseppe Felice Tosi. Er sang zunächst 1676 bis 1677 in einer römischen Kirche und war von 1681 bis 1685 Mitglied des Chors der Kathedrale in Mailand. Zuvor war er Priester geworden. 1685 wurde er wegen einer Verfehlung aus dem Kathedralchor ausgeschlossen. Sein einziger dokumentierter Auftritt in einer Oper in dieser Zeit war 1687 in Reggio nell’Emilia in Odoacre von Giovanni Varischino. Bevor er 1693 nach London ging, hatte er sich in Genua niedergelassen. In London gab er wöchentlich öffentliche Konzerte und unterrichtete. Von 1703 bis 1721 reiste er ausgiebig als musikalischer und diplomatischer Vertreter Kaiser Josephs I. und des pfälzischen Kurfürsten Johann Wilhelm. Ab 1724 unterrichtete er wieder einige Jahre in London.
Er trat als Soprankastrat nach eigener Aussage „an fast allen Höfen Europas“ auf („poco men che tutte le corti d’Europa“). Sein Leben lässt sich nicht lückenlos nachvollziehen, einige Daten sind jedoch bekannt. 1723 ließ Tosi seine Opinioni drucken und reiste zu diesem Zweck nach Bologna.

## Werk
Tosi ist hauptsächlich durch seine Gesangsschule Opinioni de’ cantori antichi, e moderni o sieno osservazioni sopra il canto figurato (Bologna 1723) bekannt. Diese fand in Europa große Verbreitung, was die englische Übersetzung durch John Ernest Galliard (London 1742 oder 1743) und die deutsche durch Johann Friedrich Agricola (Berlin 1757) belegen. Beide Übersetzer fügten Anmerkungen hinzu, die die Entwicklungen des Gesangs seit 1723 kommentieren. 1701 wurde in Wien sein Oratorium „Il martirio di Santa Caterina“ aufgeführt.

## Werkausgaben
- Opinioni de’ cantori antichi, e moderni o sieno osservazioni sopra il canto figurato. Bologna 1723
- Korte Aanmerkingen over de Zangkonst, getrokken uit een Italiaansch Boek, betyteld Osservazioni sopra il canto figurato di Pier-Francesco Tosi (Niederländische Übersetzung der Opinioni von Jan Alensoon), Leyden, 1731
- Observations on the Florid Song (Englische Übersetzung der Opinioni von John Ernest Galliard), London: J. Wilcox, 1742 oder 1743. Faksimile: London: William Reeves, 1967.
- Anleitung zur Gesangskunst, Übersetzung von Johann Friedrich Agricola. Berlin: George Ludewig Winter, 1757. Faksimile-Neudruck mit Einführung und Kommentar von Kurt Wichmann. Leipzig: VEB Deutscher Verlag für Musik, 1966; archive.org.